# Горняк (Костанайская область)
Горняк (каз. Горняк) — село в Амангельдинском районе Костанайской области Казахстана. Входит в состав Карынсалдинского сельского округа. Находится примерно в 76 км к северо-востоку от села Амангельды. Код КАТО — 393457300.

## Население
В 1999 году население села составляло 307 человек (161 мужчина и 146 женщин). По данным переписи 2009 года, в селе проживал 121 человек (44 мужчины и 77 женщин).
На начало 2019 года, население села составило 1651 человек (843 мужчины и 808 женщин).